# Enrico III d'Inghilterra
Enrico III d'Inghilterra (Winchester, 1º ottobre 1207 – Londra, 16 novembre 1272) è stato re d'Inghilterra, duca d'Aquitania e Guascogna dal 1216 fino alla sua morte; dal 1216 al 1258 fu anche pretendente al ducato di Normandia e alle contee del Maine, d'Angiò, di Turenna e di Poitiers.
Era il figlio primogenito del re Giovanni Senza Terra e della contessa Isabella d'Angoulême. Costretto ad approvare le Disposizioni di Oxford nel 1258 (prima forma di parlamento), le annullò nel 1264, scatenando la rivolta dei baroni guidata da Simone di Montfort, poi stroncata dal suo successore e figlio Edoardo I.

## Biografia
Enrico, alla morte del padre re Giovanni d'Inghilterra, nell'ottobre del 1216, divenne re all'età di soli nove anni, durante la guerra contro i baroni, ed ebbe come due tutori il legato ponteficio inviato dal papa Innocenzo III, il cardinale vercellese Guala Bicchieri e Guglielmo il Maresciallo che divenne anche reggente (rector regis et regni) del regno fino al 1219, anno in cui morì. I ribelli, all'inizio del 1216, avevano occupato Londra e avevano offerto il trono a Luigi, figlio del re di Francia Filippo II Augusto. Dopo avere invaso l'Inghilterra Luigi era stato proclamato re nel maggio 1216 e poi incoronato nella cattedrale di Saint Paul, ricevendo l'omaggio di molti nobili e anche quello del re Alessandro II di Scozia.

### L'incoronazione e giovinezza
I sostenitori del padre, Giovanni, il 28 ottobre 1216, si raccolsero a Gloucester, assieme a molti altri nobili di rango inferiore, provenienti da tutta l'Inghilterra e, decidendo che il figlio non avrebbe dovuto pagare per le colpe del padre, incoronarono il giovane Enrico.
I ribelli erano apparentemente avvantaggiati ma i realisti avevano ottimi comandanti ed eminenti personalità a sostegno di Guglielmo il Maresciallo, mentre il legato pontificio, Guala Bicchieri, su disposizione del papa Onorio III identificò la causa di Enrico come la causa della Chiesa. Luigi rientrò in Francia per due mesi (da febbraio ad aprile del 1217) e quando tornò trovò la situazione peggiorata. Guglielmo il Maresciallo, con il supporto del Guala era riuscìto a sconfiggere i rivoltosi ma Luigi non era ancora sconfitto; solo all'inizio dell'estate la flotta francese fu distrutta in una feroce battaglia, nella Manica, per cui Luigi non poté più ricevere rinforzi e fu costretto a rinchiudersi a Londra. Guglielmo allora iniziò delle trattative e con il trattato di Lambeth del 1217 siglato con Luigi (il futuro Luigi VIII) mise fine alla prima guerra baronale, e segnò la rinuncia definitiva di Luigi al trono inglese, che con una clausola segreta venne compensato con 10000 marchi; inoltre tutti i combattenti dovevano rientrare in possesso dei loro feudi e i sostenitori di Luigi dovevano giurare fedeltà a Enrico.
La coppia formata da Guglielmo il Maresciallo e Guala Bicchieri governò in vece di Enrico, mentre il vescovo di Winchester, Pietro de Roches, dall'estate del 1217, a seguito del rientro in Angoulême di Isabella d'Angoulême, la madre di Enrico, era diventato il custode della persona del re. Guala fu sostituito, nel settembre del 1218, come legato pontificio dal vescovo di Norwich, Pandolfo Verraccio, che, dall'anno seguente, per la morte di Guglielmo il Maresciallo, governò con la collaborazione di Pietro de Roches e del Gran Giustiziere, Uberto di Burgh, che rimasero soli dopo la partenza di Pandolfo per il Poitou, nel 1221. Dopo però che Enrico aveva raggiunto la maggior età, nel 1223, Uberto rimase l'unico consigliere del re. Le ribellioni che avvennero a partire da quello stesso anno, probabilmente erano fomentate da Pietro de Roches, che non gradiva l'eccessivo potere del Gran Giustiziere, che però, nonostante qualche sconfitta, riuscì a mantenere la carica e a governare, in accordo con Enrico.

### Enrico III e gli Ebrei
Durante la minore età di Enrico la condizione degli ebrei nel regno d'Inghilterra migliorò, ma con l'inizio del suo dominio personale le tasse per gli ebrei furono maggiorate, fino ad arrivare a un livello insostenibile, con un effetto controproducente. A un certo punto il gettito cominciò a calare, sino al punto che il rappresentante delle comunità ebraiche, il Presbiter Iudaeorum, Elia, chiese a Enrico il permesso che il suo popolo potesse lasciare il paese, perché non avevano più nulla con cui pagare; il permesso fu rifiutato ed Enrico diede gli ebrei in pegno a suo fratello, Riccardo di Cornovaglia. Nello stesso tempo anche la discriminazione religiosa era aumentata, con conseguenti vessazioni, false accuse e uccisioni; da alcune città gli ebrei vennero banditi e specialmente dopo lo scoppio della guerra dei baroni i massacri di ebrei aumentarono in tutto il regno.

### Guerra contro la Francia

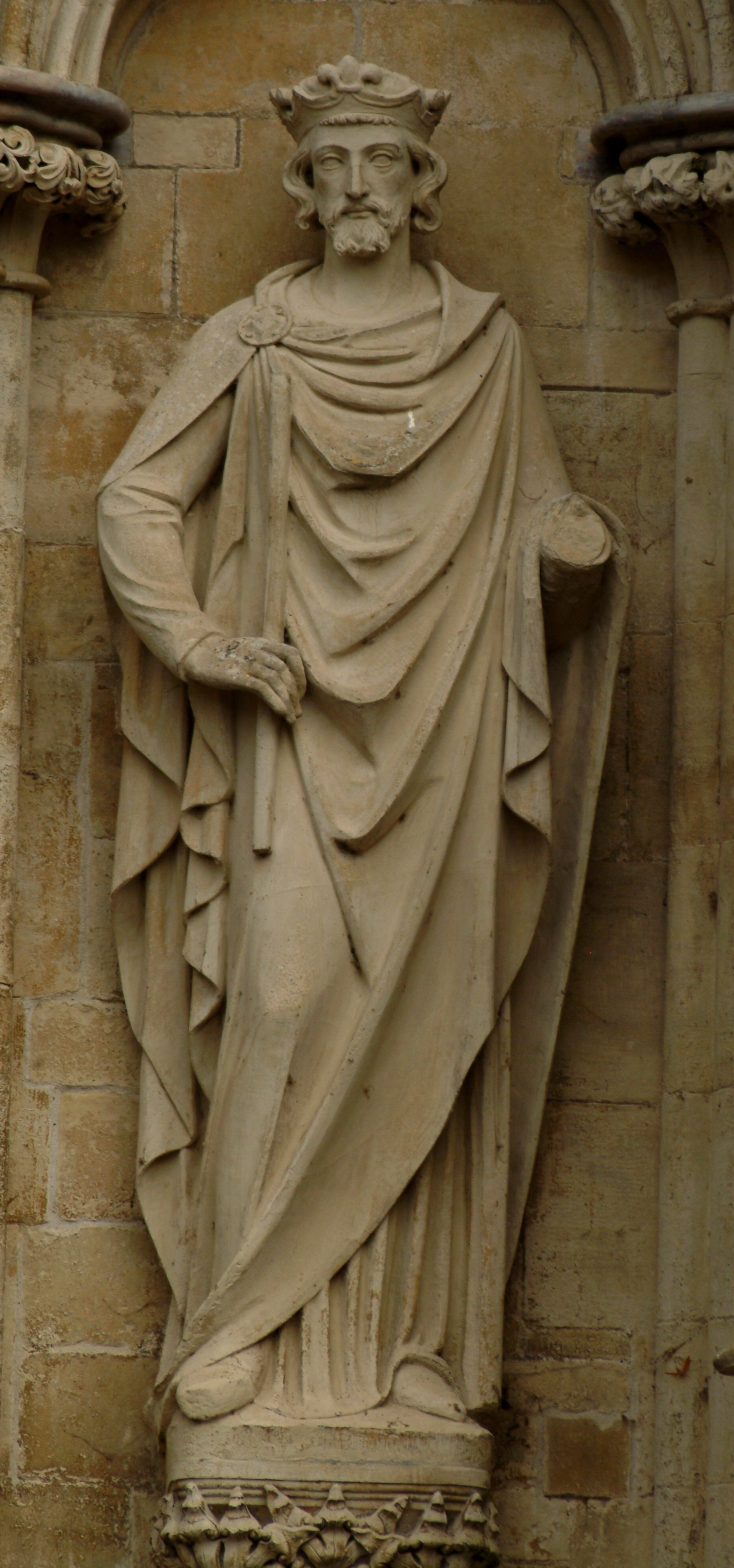
Statua di Enrico III sulla facciata della Cattedrale di Salisbury.

Alla morte di suo padre, Giovanni, il Poitou era stato perduto (a eccezione di La Rochelle), mentre la Guascogna e l'Aquitania erano notevolmente ridotte di dimensioni. Nel 1224, alla scadenza della tregua quadriennale anglo-francese, il re di Francia Luigi VIII, dopo avere radunato l'esercito a Tours, in giugno, occupò tutto il Poitou e parte della Guascogna, attorno a Bordeaux. Nel 1229 venne stipulata un'alleanza con il duca di Bretagna, Pietro I e con il patrigno di Enrico, Ugo X di Lusignano, il più potente feudatario del Poitou.
Pietro I di Bretagna aveva l'appoggio del conte di Champagne e futuro re di Navarra Tebaldo e del conte di Tolosa Raimondo VII, che facevano opposizione a Bianca. Enrico III sbarcò in Bretagna e nel maggio del 1230 si mosse ma fu subito bloccato, prima di entrare nel Poitou, dalle truppe francesi, a cui Bianca in giugno inviò dei rinforzi, mentre Ugo X evitò di intervenire, in quanto doveva fronteggiare una ribellione interna. Enrico allora fece una scorreria in Guascogna, per poi tornare a Nantes e da qui il 27 ottobre si reimbarcò per l'Inghilterra.

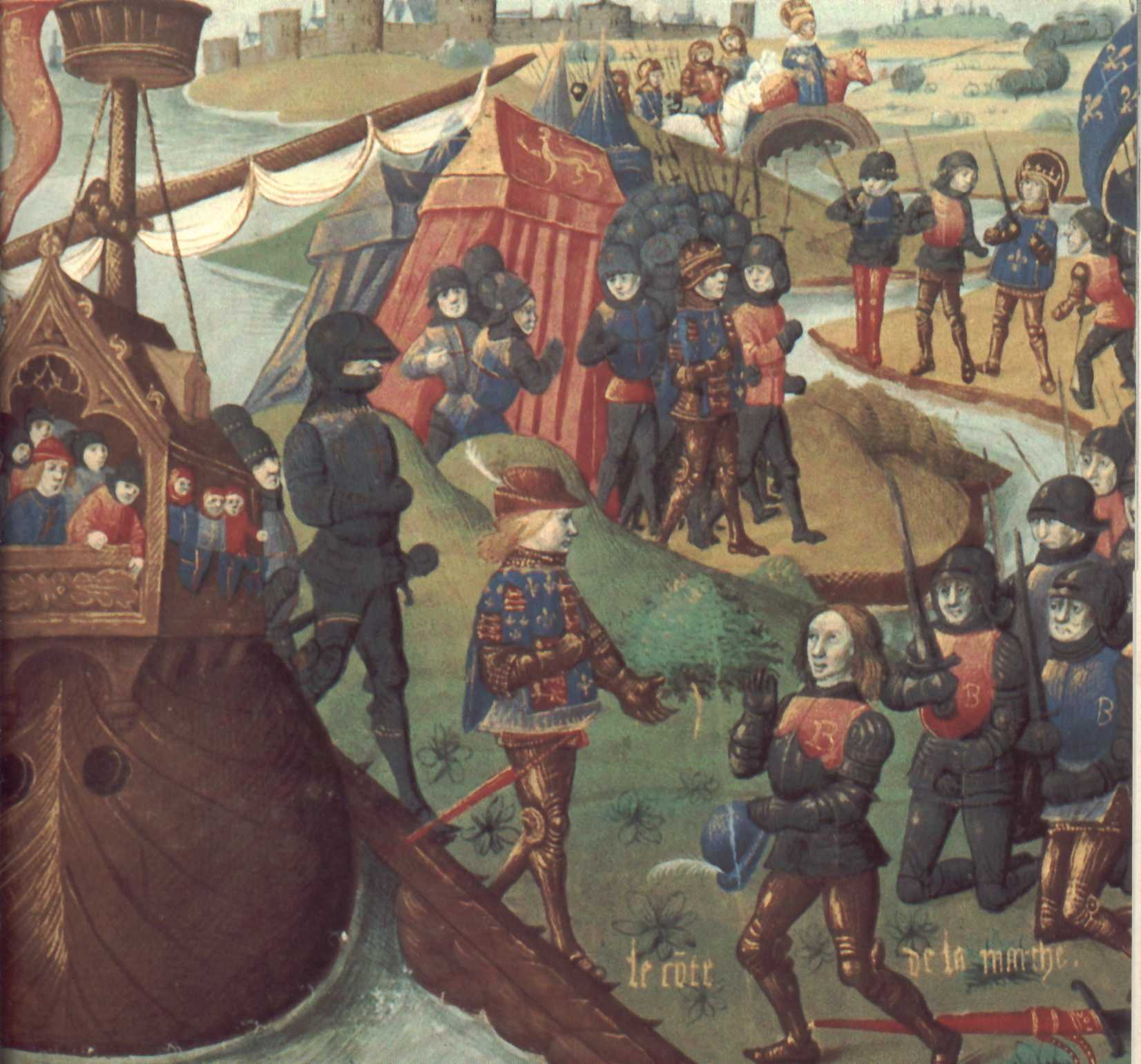
Enrico III sbarca in Aquitania, da un'illustrazione del XV secolo.

Enrico III sbarcò a Royan, il 12 maggio 1242, con sette conti e trecento cavalieri, e dopo aver messo insieme un esercito, composto dai ribelli del Poitou dai nobili guasconi e dai suoi trecento cavalieri, il 21 luglio 1242 al ponte di Taillebourg di fronte all'armata avversaria (battaglia di Taillebourg), si ritirò, senza combattere, entro le mura di Saintes.
Il giorno dopo gli inglesi e i guasconi tentarono una sortita, ma si ritirarono subito dopo, per cui i ribelli del Poitou, tra cui Ugo X di Lusignano e Isabella d'Angoulême, assieme ai loro figli, si rassegnarono a sottomettersi ad Alfonso, il nuovo conte di Poitiers, mentre a settembre Enrico III fece ritorno in Inghilterra. A Enrico III, in terra di Francia, era rimasta solo la Guienna e non si comportava più da vassallo del re di Francia. La pace tra il regno di Francia e quello d'Inghilterra fu conclusa, il 28 maggio 1258 e ratificata a Parigi, nel 1259: Enrico III, mentre rinunciava definitivamente al ducato di Normandia, alle contee del Maine, d'Angiò, di Turenna e di Poitiers, si riconobbe nuovamente vassallo di Luigi IX per i suoi feudi francesi, mentre Luigi IX riconsegnava a Enrico III alcuni territori sottrattigli in Aquitania e Guascogna e gli concedeva il diritto a succedere a suo fratello Alfonso nella contea di Poitiers.

### Lotte di potere, ribellioni e movimento baronale (1258-1267)
Dopo che nel 1228 una spedizione inglese nel Galles contro Llyvelyn, re di Snowdonia, si era risolta in un fallimento, nel 1231 Llyvelyn fece una scorreria in terra inglese sconfiggendo re e Gran Giustiziere. Nel 1232 i baroni avevano rifiutato il loro aiuto per una nuova spedizione contro il Galles. Le quotazioni di Uberto di Burgh cominciarono a calare e nel 1234 fu messo al bando e, dopo la cattura, imprigionato a Devizes. Però la vittoria di Pietro de Roches e dei suoi accoliti detti i Poitevin (quasi tutti originari del Poitou) scatenò una ribellione dei baroni, che appoggiata dalla Chiesa obbligò il re a liberare Uberto, restituendogli tutti i suoi feudi, ma non l'incarico di Gran Giustiziere che fu soppresso.
Nel 1240 Enrico si recò in Terra santa e, nel 1241, al ritorno della Crociata soggiornò in Sicilia, presso Federico II, che era suo cognato, rinforzando i legami con la casa degli Hohenstaufen: questo gli impedì di accettare la nomina di suo fratello Riccardo di Cornovaglia a Re dei Romani, nel 1247, alla morte di Enrico Raspe. Nomina che fu invece accettata, nel 1256, quando non doveva più competere con un Hohenstaufen.
Di fronte al crescente potere della burocrazia che dipendeva esclusivamente dal re, i baroni di tanto in tanto chiedevano il ripristino della Magna Charta. Ad aprile del 1258, riunitisi in parlamento a Londra, i baroni chiesero il bando dei Poitevin e la nomina di una commissione di riforma di 24 membri. A giugno il parlamento presentò le sue richieste (note come le Disposizioni di Oxford), approvate da Enrico III, che limitarono la presenza degli stranieri nella burocrazia e ridiedero importanza alle cariche che richiedevano l'approvazione baronale, compresa la carica di Gran Giustiziere che fu reintegrata. Ma già dall'anno successivo cominciarono le divergenze tra Enrico III e Simone V di Montfort, il più autorevole dei baroni. A maggio del 1262 il re disconobbe gli Statuti, che però furono rimessi in vigore all'inizio del 1263, fino a che la corte di Parigi li disconobbe nel 1264. Simone di Montfort aveva capito che solo con la guerra si sarebbero risolte le profonde divergenze tra baroni e casa reale; nel frattempo il figlio di Enrico III, Edoardo si era procurato il sostegno delle marche del Galles. Dopo una prima vittoria, nella battaglia di Lewes, il 14 maggio 1264, Simone assunse il governo del regno e il 20 gennaio 1265, convocò il parlamento che decretò senza l'assenso del re.
Mentre Simone V si occupava del Galles il principe Edoardo prese l'iniziativa e si impossessò di Gloucester; allora Simone chiese l'aiuto del figlio, Simone VI di Montfort (questi scappò dall'Inghilterra per rifugiarsi in Italia, nel 1271 fu scomunicato per avere ucciso il cugino in una chiesa e morì nello stesso anno), che si mise in marcia con le sue truppe, ma a Kenilworth, prima di ricongiungersi al padre, fu sconfitto da Edoardo, che poi, il 4 agosto, sconfisse e uccise Simone V, nella battaglia di Evesham. Anche dopo la morte di Simone V, che, pur sconfitto, era riuscito a fare avanzare le istanze del governo inglese a livello locale, la rivolta continuò e terminò solo nel 1267.

### Ultimi anni di regno e morte

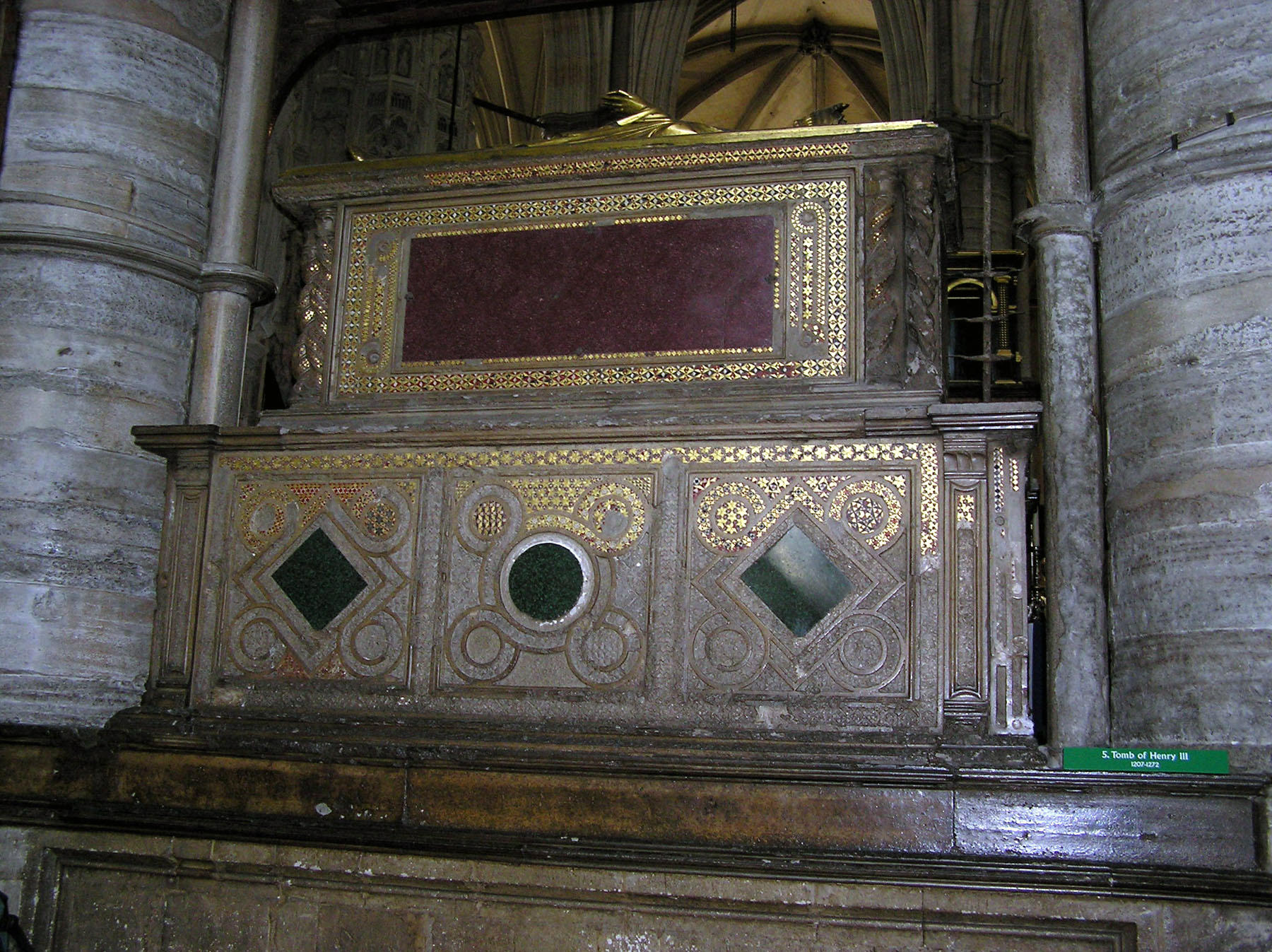
La tomba del re Enrico III nell'abbazia di Westminster, a Londra

Negli ultimi anni di regno di Enrico III non vi furono più avvenimenti degni di nota.
Morì a Londra nel 1272 e fu tumulato nell'abbazia di Westminster che aveva fatto riedificare durante il suo regno. Gli succedette il figlio Edoardo come Edoardo I.

## Un ritratto del sovrano
Le descrizioni che i suoi contemporanei ci hanno lasciato di Enrico III Winchester lo dipingono come un uomo di statura e corporatura media; da giovane era piuttosto snello, ma invecchiando il suo fisico si appesantì. Aveva una lieve imperfezione costituita da un occhio semichiuso, ma per il resto di aspetto gradevole e perfino bello. Le miniature e le statue che lo raffigurano lo mostrano sempre con un'espressione corrucciata e meditabonda, a volte quasi sofferente. Enrico III viene descritto come un uomo semplice, dalla mentalità un po' ristretta, devoto alla chiesa ma senza bigotteria. Il sovrano era felicemente sposato (dal 1236) con Eleonora di Provenza e prontissimo a mostrarsi generoso con i parenti della sposa. Unico lato sofisticato del carattere di quest'uomo semplice fu l'amore per le belle arti di cui fu uno dei più grandi conoscitori e mecenati della sua epoca. Enrico III si circondò di un vero stuolo di artigiani e artisti di ogni genere che trattava con grande familiarità.

## Matrimonio e figli
Si sposò il 14 gennaio 1236, nella Cattedrale di Canterbury, nel Kent, Inghilterra con Eleonora di Provenza, figlia del conte di Provenza, Raimondo Berengario IV, e di Beatrice di Savoia (1206 – 1266), figlia del conte Tommaso I di Savoia. Questo matrimonio portò in Inghilterra tre zii di Eleonora, tutti e tre fratelli di Amedeo IV, figli del conte Tommaso I, Bonifacio, che nel 1245 divenne arcivescovo di Canterbury, Pietro, il futuro conte di Savoia Pietro II (1263-1268), già Signore del Vaud (1233-1268), che divenne Conte di Richmond (1241-1268), e infine Guglielmo di Savoia (†1239), vescovo di Valence e rettore di Vienne, che aveva condotto con sé un ottimo collaboratore, Pietro Aigueblanche, che fu vescovo di Hereford, diplomatico alle corti di Luigi IX di Francia e di Alfonso X di Castiglia, negoziatore del matrimonio di Riccardo di Cornovaglia con Sancha di Provenza, collettore delle tasse papali e infine governatore della Guascogna, dopo che quest'ultima era tornata ai Plantageneti nel 1254, con il matrimonio di Edoardo con Eleonora di Castiglia.
Enrico da Eleonora ebbe cinque figli:
1. Edoardo I (1239-1307);
2. Margherita (1240-1275), sposa del re Alessandro III di Scozia;
3. Beatrice (1242-1275), sposa di Giovanni II di Bretagna;
4. Edmondo (1245-1296);
5. Caterina (1253-1257).

## Ascendenza
|                          |                          |                          | Genitori                            |  |  | Nonni |  |  | Bisnonni           |  |  | Trisnonni       |  |
|                          |                          |                          |                                     |  |  |       |  |  | Goffredo V d'Angiò |  |  | Folco V d'Angiò |  |
|                          |                          |                          |                                     |  |  |       |  |  | Goffredo V d'Angiò |  |  | Folco V d'Angiò |  |
|                          |                          | Eremburga del Maine      |                                     |  |  |       |  |  | Goffredo V d'Angiò |  |  |                 |  |
| Enrico II d'Inghilterra  |                          |                          |                                     |  |  |       |  |  | Goffredo V d'Angiò |  |  |                 |  |
|                          |                          | Matilde d'Inghilterra    | Enrico I d'Inghilterra              |  |  |       |  |  |                    |  |  |                 |  |
|                          |                          | Matilde d'Inghilterra    | Enrico I d'Inghilterra              |  |  |       |  |  |                    |  |  |                 |  |
|                          |                          | Matilde d'Inghilterra    | Matilde di Scozia                   |  |  |       |  |  |                    |  |  |                 |  |
| Giovanni d'Inghilterra   |                          | Matilde d'Inghilterra    |                                     |  |  |       |  |  |                    |  |  |                 |  |
|                          |                          | Guglielmo X di Aquitania | Guglielmo IX d'Aquitania            |  |  |       |  |  |                    |  |  |                 |  |
|                          |                          | Guglielmo X di Aquitania | Guglielmo IX d'Aquitania            |  |  |       |  |  |                    |  |  |                 |  |
|                          |                          | Guglielmo X di Aquitania | Filippa di Tolosa                   |  |  |       |  |  |                    |  |  |                 |  |
| Eleonora d'Aquitania     |                          | Guglielmo X di Aquitania |                                     |  |  |       |  |  |                    |  |  |                 |  |
|                          |                          | Aenor de Châtellerault   | Aimery I, Visconte di Châtellerault |  |  |       |  |  |                    |  |  |                 |  |
|                          |                          | Aenor de Châtellerault   | Aimery I, Visconte di Châtellerault |  |  |       |  |  |                    |  |  |                 |  |
|                          |                          | Aenor de Châtellerault   | Dangereuse de l'Isle Bouchard       |  |  |       |  |  |                    |  |  |                 |  |
| Enrico III d'Inghilterra |                          | Aenor de Châtellerault   |                                     |  |  |       |  |  |                    |  |  |                 |  |
|                          | Guglielmo VI d'Angoulême | Vulgrin II d'Angoulême   |                                     |  |  |       |  |  |                    |  |  |                 |  |
|                          | Guglielmo VI d'Angoulême | Vulgrin II d'Angoulême   |                                     |  |  |       |  |  |                    |  |  |                 |  |
|                          | Guglielmo VI d'Angoulême | Panica de la Marche      |                                     |  |  |       |  |  |                    |  |  |                 |  |
| Ademaro III d'Angoulême  | Guglielmo VI d'Angoulême |                          |                                     |  |  |       |  |  |                    |  |  |                 |  |
|                          |                          | Margherita di Turenne    | Raymond I, Visconte di Turenne      |  |  |       |  |  |                    |  |  |                 |  |
|                          |                          | Margherita di Turenne    | Raymond I, Visconte di Turenne      |  |  |       |  |  |                    |  |  |                 |  |
|                          |                          | Margherita di Turenne    | Matilda de la Perche                |  |  |       |  |  |                    |  |  |                 |  |
| Isabella d'Angoulême     |                          | Margherita di Turenne    |                                     |  |  |       |  |  |                    |  |  |                 |  |
|                          |                          | Pietro I di Courtenay    | Luigi VI di Francia                 |  |  |       |  |  |                    |  |  |                 |  |
|                          |                          | Pietro I di Courtenay    | Luigi VI di Francia                 |  |  |       |  |  |                    |  |  |                 |  |
|                          |                          | Pietro I di Courtenay    | Adelaide di Savoia                  |  |  |       |  |  |                    |  |  |                 |  |
| Alice di Courtenay       |                          | Pietro I di Courtenay    |                                     |  |  |       |  |  |                    |  |  |                 |  |
|                          |                          | Elisabetta di Courtenay  | Rinaldo di Courtenay                |  |  |       |  |  |                    |  |  |                 |  |
|                          |                          | Elisabetta di Courtenay  | Rinaldo di Courtenay                |  |  |       |  |  |                    |  |  |                 |  |
|                          |                          | Elisabetta di Courtenay  | Helvise di Donjon                   |  |  |       |  |  |                    |  |  |                 |  |
|                          |                          | Elisabetta di Courtenay  |                                     |  |  |       |  |  |                    |  |  |                 |  |